# Benito de San Juan
Benito de San Juan – hiszpański generał dywizji, dowódca Hiszpanów w bitwie pod Somosierrą w czasie wojny na Półwyspie Iberyjskim (1807–1814).

## Życiorys
Jako podpułkownik huzarów w Armii Estramadurry w czasie wojny z Portugalią został dostrzeżony przez generalísimo Manuela Godoya i mianowanym pułkownikiem jazdy jego gwardii w 1802 roku, a następnie brygadierem. W roku 1805 awansował na marszałka polowego (generała dywizji), był też generalnym inspektorem piechoty i jazdy liniowej.
Obrońca Somosierry 30 listopada 1808 roku, ostatniego punktu obrony przed Madrytem. Podczas ataku polskich szwoleżerów wyginęła obsługa czterech baterii dział, Polacy zdobyli przełęcz, a jego samego ciężko ranili przy czwartej baterii. Mimo ran przedostał się do Talavery i próbował odbudować armię, ale jego działania doprowadziły do buntu. Został zamordowany 7 stycznia 1809 roku przez własnych żołnierzy.